# Belisana ratnapura
Belisana ratnapura is een spinnensoort uit de familie trilspinnen (Pholcidae). De soort komt voor in Sri Lanka.